# Йоган де Кок
Йоган де Кок (нід. Johan de Kock, нар. 25 жовтня 1964, Слідрехт, Нідерланди) — нідерландський футболіст, що грав на позиції захисника. Виступав за національну збірну Нідерландів.
Володар Кубка УЄФА.

## Клубна кар'єра
У дорослому футболі дебютував 1984 року виступами за команду клубу «Гронінген», в якій провів три сезони, взявши участь у 77 матчах чемпіонату. Більшість часу, проведеного у складі «Гронінгена», був основним гравцем захисту команди.
Своєю грою за цю команду привернув увагу представників тренерського штабу клубу «Утрехт», до складу якого приєднався 1987 року. Відіграв за команду з Утрехта наступні сім сезонів своєї ігрової кар'єри. Граючи у складі «Утрехта» також здебільшого виходив на поле в основному складі команди.
Протягом 1994—1996 років захищав кольори команди клубу «Рода».
1996 року перейшов до клубу «Шальке 04», за який відіграв 4 сезони. Тренерським штабом нового клубу також розглядався як гравець «основи», став у його складі володарем Кубка УЄФА 1996/97. Завершив професійну кар'єру футболіста 2000 року виступами за «Шальке 04».

## Виступи за збірну
1993 року дебютував в офіційних матчах у складі національної збірної Нідерландів. Протягом кар'єри у національній команді, яка тривала 5 років, провів у формі головної команди країни 13 матчів, забивши один гол.
У складі збірної був учасником чемпіонату Європи 1996 року в Англії.

## Досягнення
- Володар Кубка УЄФА:

«Шальке 04»: 1996–1997